# Jérémie Porsan-Clemente
Jérémie Porsan-Clemente (* 16. Dezember 1997 in Schœlcher, Martinique) ist ein französischer Fußballspieler.

## Karriere

### Verein
Jérémie Porsan-Clemente wurde auf der Karibikinsel Martinique geboren und war dort für den FC Schœlcher sowie Golden Star de Fort-de-France aktiv, ehe er 2011 in die Nachwuchsakademie von Olympique Marseille wechselte. Zur Saison 2014/15 rückte er in den Profikader des Clubs auf. Sein Debüt in der Ligue 1 gab Porsan-Clemente am 17. August 2014 bei einer 0:2-Niederlage gegen HSC Montpellier, als er in der 75. Spielminute für Florian Thauvin auf den Rasen kam. Damit war er mit 16 Jahren und acht Monaten der zu diesem Zeitpunkt jüngste Spieler, der in einem Pflichtspiel von Olympique Marseille zum Einsatz kam. Dieser Altersrekord wurde noch im Dezember gleichen Jahres von Bilal Boutobba übertroffen, der bei seinem Debüt mit 16 Jahren, drei Monaten und 15 Tagen noch bedeutend jünger war.
Ende Juni 2017 wechselte er nach Ablauf seines Vertrages zum HSC Montpellier. Für Montpellier bestritt er ein Spiel in der Liga sowie ein Spiel im Ligapokal. Außerdem spielte er zwölfmal für die zweite Mannschaft in der National 3 (fünfthöchste Liga). Im August 2019 erfolgte ein Wechsel in die zweite Mannschaft der AS Saint-Étienne. Bis zum Abbruch der Saison infolge der COVID-19-Pandemie bestritt Porsan-Clemente vierzehn Spiele für Saint-Étienne. Im Mai 2020 verletzte er sich beim Training schwer, so dass er bis zu seinem Vertragsende im Sommer 2021 nicht mehr für den Verein spielte.
Nach über anderthalb Jahren Vereinslosigkeit nahm ihn am 6. März 2023 der lettische Erstligist Valmiera FC unter Vertrag. Auch dort zog er sich nach wenigen Wochen einen Bänderriss zu und so absolvierte der Stürmer in der Saison 2023 nur zwei Ligapartien. In seiner zweiten Spielzeit schloss er dann in 36 Erstligapartien acht Treffer kam einmal im nationalen Pokal zum Einsatz. Zur Saison 2025 verpflichtete ihn dann der amtierende Landesmeister FK RFS.

### Nationalmannschaft
Am 27. Mai 2018 absolvierte Porsan-Clemente ein Testspiel für die französische U-20-Auswahl gegen Südkorea (4:1).
Sein Debüt für die Fußballnationalmannschaft von Martinique gab er am 11. Oktober 2024 in der CONCACAF Nations League auf Guadeloupe. Beim 1:0-Auswärtssieg im Stade Roger Zami von Le Gosier stand Porsan-Clemente in der Startelf und wurde kurz vor Schluss ausgewechselt. Auch vier Tage später stand der Stürmer beim 0:0-Unentschieden, erneut gegen Guadeloupe, über 86 Minuten auf dem Platz.